# Tršćanski zaljev
Tršćanski zaljev (tal. Golfo di Trieste, slov. Tržaški zaliv) je zaljev u krajnjem sjeveroistočnom dijelu Jadranskog mora koji je dobio ime po gradu Trstu koji se nalazi na njegovoj obali.
Linija obale tršćanskog zaljeva počinje kod poluotoka uz Grado, prolazi pored Trsta, Kopra, Izole, Pirana i Portoroža, da bi završio na kraju Savudrijske uvale kod Punte Salvore.
Ukupna površina Tršćanskog zaljeva je oko 550 km², dok mu prosječna dubina iznosi oko 16 metara. Najdublje mjesto je u blizini Pirana, s oko 37 metara. 